# Parafia św. Maksymiliana Kolbego w Krzemieniu
Parafia św. Maksymiliana Kolbego w Krzemieniu - parafia rzymskokatolicka znajdująca się w diecezji sandomierskiej w dekanacie Janów Lubelski. Erygowana 12 marca 1991 roku.
Do parafii należą: Krzemień I i Krzemień II.